# Gao Tianyu
Gao Tianyu (* 20. Januar 2001) ist ein chinesischer Fußballspieler. 

## Karriere
Gao Tianyu erlernte das Fußballspielen in der Jugendmannschaft des chinesischen Vereins Zhejiang FC. Im August 2019 wechselte er nach Japan. Hier unterschrieb er einen Vertrag bei Iwate Grulla Morioka. Der Verein aus Morioka, einer Stadt in der Präfektur Iwate, spielte in der dritten japanischen Liga, der J3 League. Sein Profidebüt gab er am 1. Dezember 2019 (33. Spieltag) im Auswärtsspiel bei Thespakusatsu Gunma. Hier stand er in der Startelf und wurde in der 51. Minute gegen Tsuyoshi Miyaichi ausgewechselt. Das war auch sein einziges Spiel für Morioka.
Seit dem 1. Februar 2021 ist Gao Tianyu vertrags- und vereinslos.